# Station Bjørgeseter
Station Bjørgeseter is een station in Bjørgeseter in de gemeente Lunner in fylke Viken in Noorwegen. Het station aan Gjøvikbanen werd geopend in 1902. In 2006 stopte er voor het laatst een personentrein. Het stationsgebouw van Bjørgeseter stond oorspronkelijk in Heia in Østfold. Het werd daar in 1909 afgebroken en vervolgens in Bjørgeseter weer opgebouwd.